# Genestrerio
Genestrerio is een plaats en voormalige gemeente in het Zwitserse kanton Ticino, en maakt deel uit van het district Mendrisio.
Genestrerio telt 905 inwoners. Op 5 april 2009 werd Genestrerio opgenomen in de gemeente Mendrisio.